# Solanum moense
Solanum moense är en potatisväxtart som beskrevs av Nathaniel Lord Britton och William M. Wilson. Solanum moense ingår i släktet skattor som ingår i familjen potatisväxter. Inga underarter finns listade i Catalogue of Life.